# Ascalenia decolorella
Ascalenia decolorella is een vlinder uit de familie prachtmotten (Cosmopterigidae). De wetenschappelijke naam is voor het eerst geldig gepubliceerd in 1984 door Sinev.
De soort komt voor in Europa.